# Homalium mollissimum
Homalium mollissimum är en videväxtart som beskrevs av Merrill. Homalium mollissimum ingår i släktet Homalium och familjen videväxter. Inga underarter finns listade i Catalogue of Life.